# Municipio de Opodepe
El municipio de Opodepe es uno de los 72 municipios en que se encuentra dividido el estado mexicano de Sonora, su cabecera es el pueblo de Opodepe.

## Toponimia
El origen del topónimo Opodepe proviene del idioma ópata que significa "En el llano de palo fierro".

## Geografía
El municipio de Opodepe cuenta con una extensión territorial de  2,804.25 km², se encuentra ubicado en las coordenadas 29°55′33.8″N 110°37′43.3″O / 29.926056, -110.628694 colinda con al norte Benjamín Hill, Cucurpe y Santa Ana al sur con Carbó y Rayón, al este con Arizpe, Banamichi y San Felipe de Jesús y al oeste con Trincheras.La jurisdicción municipal es atravesada por el Río San Miguel que viene de Cucurpe y continúa para Rayón. 

## Clima
Opodepe cuenta con un clima seco semicálido Bsohw(x)(e), con una temperatura media máxima mensual de 28.6 °C en los meses de junio y julio  y una temperatura media mínima mensual de 13.0 °C. La época  de lluvias se presenta en verano en los meses de julio y agosto, con una precipitación media anual de 485.9 milímetros. Ocasionalmente heladas en los meses de noviembre y marzo.
| Parámetros climáticos promedio de Opodepe, Sonora (1951-2010)                   | Parámetros climáticos promedio de Opodepe, Sonora (1951-2010) | Parámetros climáticos promedio de Opodepe, Sonora (1951-2010) | Parámetros climáticos promedio de Opodepe, Sonora (1951-2010) | Parámetros climáticos promedio de Opodepe, Sonora (1951-2010) | Parámetros climáticos promedio de Opodepe, Sonora (1951-2010) | Parámetros climáticos promedio de Opodepe, Sonora (1951-2010) | Parámetros climáticos promedio de Opodepe, Sonora (1951-2010) | Parámetros climáticos promedio de Opodepe, Sonora (1951-2010) | Parámetros climáticos promedio de Opodepe, Sonora (1951-2010) | Parámetros climáticos promedio de Opodepe, Sonora (1951-2010) | Parámetros climáticos promedio de Opodepe, Sonora (1951-2010) | Parámetros climáticos promedio de Opodepe, Sonora (1951-2010) | Parámetros climáticos promedio de Opodepe, Sonora (1951-2010) |
| Mes                                                                             | Ene.                                                          | Feb.                                                          | Mar.                                                          | Abr.                                                          | May.                                                          | Jun.                                                          | Jul.                                                          | Ago.                                                          | Sep.                                                          | Oct.                                                          | Nov.                                                          | Dic.                                                          | Anual                                                         |
| ------------------------------------------------------------------------------- | ------------------------------------------------------------- | ------------------------------------------------------------- | ------------------------------------------------------------- | ------------------------------------------------------------- | ------------------------------------------------------------- | ------------------------------------------------------------- | ------------------------------------------------------------- | ------------------------------------------------------------- | ------------------------------------------------------------- | ------------------------------------------------------------- | ------------------------------------------------------------- | ------------------------------------------------------------- | ------------------------------------------------------------- |
| Temp. máx. abs. (°C)                                                            | 33.0                                                          | 37.6                                                          | 38.0                                                          | 41.3                                                          | 44.0                                                          | 48.5                                                          | 46.2                                                          | 49.0                                                          | 42.0                                                          | 41.9                                                          | 37.0                                                          | 34.3                                                          | 49.0                                                          |
| Temp. máx. media (°C)                                                           | 20.7                                                          | 22.6                                                          | 24.1                                                          | 27.4                                                          | 32.0                                                          | 36.6                                                          | 35.6                                                          | 33.3                                                          | 33.9                                                          | 30.9                                                          | 24.9                                                          | 21.3                                                          | 28.6                                                          |
| Temp. media (°C)                                                                | 13.4                                                          | 14.7                                                          | 16.3                                                          | 18.7                                                          | 22.6                                                          | 27.8                                                          | 28.9                                                          | 26.7                                                          | 26.6                                                          | 23.0                                                          | 17.1                                                          | 13.9                                                          | 20.8                                                          |
| Temp. mín. media (°C)                                                           | 6.2                                                           | 6.8                                                           | 8.4                                                           | 9.9                                                           | 13.2                                                          | 19.1                                                          | 22.2                                                          | 20.1                                                          | 19.4                                                          | 15.2                                                          | 9.4                                                           | 6.4                                                           | 13.0                                                          |
| Temp. mín. abs. (°C)                                                            | -4.9                                                          | -4.0                                                          | 0.0                                                           | 1.0                                                           | 3.0                                                           | 2.0                                                           | 10.5                                                          | 3.0                                                           | 7.5                                                           | 2.0                                                           | 0.0                                                           | -7.0                                                          | -7.0                                                          |
| Precipitación total (mm)                                                        | 31.5                                                          | 20.8                                                          | 26.8                                                          | 7.8                                                           | 2.9                                                           | 14.6                                                          | 135.9                                                         | 113.2                                                         | 56.1                                                          | 34.2                                                          | 16.7                                                          | 25.4                                                          | 485.9                                                         |
| Días de precipitaciones (≥ 0.1 mm)                                              | 3.0                                                           | 1.8                                                           | 2.6                                                           | 0.8                                                           | 0.4                                                           | 1.7                                                           | 11.7                                                          | 9.8                                                           | 4.5                                                           | 2.9                                                           | 1.6                                                           | 2.3                                                           | 43.1                                                          |
| Fuente: Servicio Meteorológico Nacional. Actualizado el 8 de diciembre de 2016. |                                                               |                                                               |                                                               |                                                               |                                                               |                                                               |                                                               |                                                               |                                                               |                                                               |                                                               |                                                               |                                                               |

## Historia

### Tradiciones étnicas
Se caracterizó por ser un pueblo de ópatas. Cuando se daba la ocasión de una noticia importante, se mandaba tocar un tambor en las calles principales de pueblo, entonces cada hombre tomaba un arma y salía corriendo a reunirse con los demás. Cuando ganaban una batalla, le quitaban la cabellera a los enemigos, luego, una persona entraba sola al pueblo vestida de apache muerto con las cabelleras en mano, haciendo alboroto y anunciando que ya venían los demás guerreros. Festejaban sus victorias simulando batallas; en lugar de armas usaban ceniza. La celebración duraba tres días, con baile y ofrendas a los guerreros, quienes pasaban de casa en casa para ser premiados.

### Tradiciones religiosas
Su templo católico tuvo el Padre nuestro escrito con jeroglíficos de dialecto ópata en su fachada, los cuales se veían desde muy lejos.

## Población
La población registrada en el censo de población y vivienda de 2010 realizada por el INEGI fue de 2,878 habitantes de los cuales 1,538 son hombres y 1,340 son mujeres.
Gentilicio oficial y aceptado por la población "Opodepense"

### Principales asentamientos
| Nombre       | Tipo         | Código Postal |
| ------------ | ------------ | ------------- |
| Opodepe      | Pueblo       | 84800         |
| Querobabi    | Estación     | 84830         |
| Meresichic   | Congregación | 84850         |
| Tuape        | Congregación | 84824         |
| Pueblo Viejo | Congregación | 84820         |

## Economía
Las principales actividades económicas son la ganadería y la agricultura. Aún se utiliza el trueque.
Aún no se cuenta con tienda departamental "Oxxo", se mantiene la ilusión en la población.